# Alyssia Kent
Alyssia Kent (Bucarest, 7 de junio de 1991) es una actriz pornográfica, modelo erótica y camgirl rumana.

## Biografía
Natural de la capital rumana, Kent asistió a la Universidad de Bucarest, donde inició estudios de Economía, además de conseguir un título como maquilladora profesional. Comenzó a trabajar inicialmente como camgirl, trasladándose en 2017 a Budapest, donde inició una carrera como modelo erótica con sesiones entre Hungría y la ciudad de Barcelona.
En 2017 inició su carrera como actriz pornográfica, con 26 años, habiendo trabajado para estudios europeos y estadounidenses como Digital Playground, Evil Angel, 21Sextury, Pornpros, Babes, Cumlouder, Private, Brazzers, Met-Art, DDF Network, Viv Thomas, Mofos, SexArt, Reality Kings, Video Marc Dorcel o Nubile, entre otros.
En 2018 recibió su primera nominación en la vertiente europea de los Premios XBIZ en la categoría de Mejor escena de sexo gonzo por la película Anal High Flyers. En 2019 repetía en los XBIZ Europa con una nominación a la Mejor escena de sexo lésbico por Pure Power, así como dos nominaciones en los Premios AVN a Artista femenina extranjera del año y a la Mejor escena de sexo anal en producción extranjera por Meeting & Mating.
Ha rodado más de 210 películas como actriz.
Algunos trabajos suyos son A Girl Knows 21, Coming Home To Her, Discover My Talents, Erotic Massage Stories 12, Girls With Guns, Lucy, the New Secretary, Pure Power o Tomb Raider: A XXX Parody.

## Premios y nominaciones
| Año  | Ceremonia           | Resultado | Premio                                             | Trabajo               |
| ---- | ------------------- | --------- | -------------------------------------------------- | --------------------- |
| 2018 | Premios Ninfa       | Nominada  | Mejor actriz revelación                            | —                     |
| 2018 | Premios XBIZ Europa | Nominada  | Mejor escena de sexo gonzo                         | Anal High Flyers      |
| 2019 | Premios AVN         | Nominada  | Artista femenina extranjera del año                | —                     |
| 2019 | Premios AVN         | Nominada  | Mejor escena de sexo anal en producción extranjera | Meeting & Mating      |
| 2019 | Premios XBIZ Europa | Nominada  | Mejor escena de sexo lésbico                       | Pure Power            |
| 2020 | Premios XBIZ Europa | Nominada  | Mejor escena de sexo glamcore                      | One Night In Budapest |